# Pigeon gris
Columba unicincta
Espèce
Statut de conservation UICN

 LC  : Préoccupation mineure
Statut CITES
Le Pigeon gris (Columba unicincta) est une espèce d'oiseaux appartenant à la famille des Columbidae.

## Répartition
Il vit en Afrique.

## Alimentation
Comme beaucoup d'autres pigeons, il se nourrit principalement de céréales, de vers et de graines.

## Description
Il a un cou et le corps gris pâle avec les ailes plus foncées de même qu'une partie de la queue. Ses yeux et ses cires sont rouges.